# 1964 en Algérie
Chronologie de l’Algérie
- 1960
- 1961
- 1962
- 1963
- 1964
- 1965
- 1966
- 1967
- 1968

Cet article présente les faits marquants de l'année 1964 en Algérie ou relatifs à l'Algérie; datation selon le calendrier grégorien.

## Événements
- 20 février : accord frontalier entre l’Algérie et le Maroc ; une zone démilitarisée de 14 km est créée entre les deux États[1].
- 10 avril : accord entre la France et l’Algérie fixant unilatéralement par trimestre le nombre d’Algériens pouvant entrer en France, en fonction des disponibilités du marché de l’emploi. Le protocole fixe à 12 000 le contingent annuel. Il est augmenté à 35 000 le 27 décembre 1968, puis à 25 000(?) trois ans plus tard[2].
- 16 avril - 21 avril : la Charte d'Alger, est adoptée par le 1er congrès du parti du Front de Libération Nationale réuni à Alger du 16 au 21 avril 1964. Il s'agit d'un texte fondamental de l’histoire politique de l’Algérie indépendante. Il constitue un document doctrinal définissant les principes idéologiques, économiques et sociaux que l’Algérie devait suivre, dans une perspective socialiste, révolutionnaire et anti-impérialiste.
- 28 mai - 2 juin : premier congrès palestinien à Jérusalem. Adoption de la Charte nationale palestinienne. Création de l’Organisation de Libération de la Palestine (OLP) et de l’Armée de libération de la Palestine (ALP)[3]. Le Comité exécutif de l’OLP (CEOLP) est élu et présidé par Ahmed Choukairy. L’orientation de l’OLP est nettement panarabe et proche de Nasser, contrairement au Fatah. Yasser Arafat affiche son opposition en se rendant à Alger avec Abou Jihad et obtient de l’aide d’Ahmed Ben Bella pour mener des actions de guérilla contre Israël, avec la création d’Al-Assifa (la tempête) qui se lance dans la lutte armée le 31 décembre[4].
- 26 décembre : Che Guevara, ministre cubain de l’Industrie, commence une tournée en Afrique : Mali, Congo-Brazzaville, Guinée, Ghana, Dahomey, Algérie, Tanzanie (fin en février 1965)[5].

## Sports
- Algérie aux Jeux olympiques d'été de 1964

### Football
- Équipe d'Algérie de football en 1964
- Championnat d'Algérie de football 1963-1964
- Championnat d'Algérie de football 1964-1965
- Championnat d'Algérie de football de deuxième division 1963-1964
- Championnat d'Algérie de football de deuxième division 1964-1965
- Coupe d'Algérie de football 1963-1964
- Coupe d'Algérie de football 1964-1965
- Saison 1963-1964 de l'ASM Oran
- Saison 1964-1965 de l'ASM Oran
- Saison 1963-1964 de l'USM Alger
- Saison 1964-1965 de l'USM Alger
- Saison 1963-1964 de l'USM Blida
- Saison 1964-1965 de l'USM Blida
- Saison 1963-1964 du CR Belcourt
- Saison 1964-1965 du CR Belcourt
- Saison 1963-1964 de l'USMM Hadjout
- Saison 1964-1965 de l'ES Sétif
- Saison 1964-1965 du MO Constantine
- Saison 1964-1965 du NA Hussein Dey

## Naissances en 1964
- Naissance en Algérie en 1964

## Décès en 1964
- Décès en Algérie en 1964